# Levante UD
Levante Unión Deportiva (wal. Llevant Unió Esportiva) – hiszpański klub piłkarski z siedzibą w Walencji.

## Historia

### Początki
Levante Unión Deportiva zostało założone 7 września 1909 jako Levante Fútbol Club biorąc nazwę od położonej w Walencji plaży o nazwie Levante. W tamtych czasach klub był absolutnym pionierem spośród wszystkich klubów w mieście. Największy lokalny rywal Valencia CF został założony dopiero w 1919 roku. Gimnástico Fútbol Club, z którym Levante połączyło się w 1939, również powstał w 1909 roku.
Pierwsze mecze rozgrywano na La Platjeta, obok portu na działkach należących do lokalnego przedsiębiorstwa perfumeryjnego. Kolejne boisko również położone było w pobliżu portu i klub stopniowo zaczął być kojarzony z robotnikami pracującymi w porcie.
W 1928 roku, Levante FC zdobyło pierwsze trofeum - Mistrzostwo Walencji.
W sezonie 1934/35 drużyna zadebiutowała w drugiej lidze hiszpańskiej, kiedy ligę powiększono z dziesięciu do dwudziestu czterech drużyn.
Rok 1937 dał klubowi jedyne dotychczas poważne trofeum - Puchar Republiki Hiszpańskiej, inaczej zwany Pucharem Wolnej Hiszpanii, który rozgrywany był podczas hiszpańskiej wojny domowej. W finale, który odbył się 18 lipca, Levante pokonało Valencię CF 1:0. Pomimo starań władz klubu trofeum to nie zostało uznane przez Hiszpańską Federację Piłkarską za równorzędne z Pucharem Króla Hiszpanii.

### Fuzja
W 1939, kluby Levante i Gimnastic zmuszone zostały do dokonania fuzji. Boiska tych pierwszych zostały całkowicie zniszczone podczas wojny, z kolei Gimnastic stracił w wojnie większość piłkarzy. Połączona drużyna od tamtego momentu znana była jako Unión Deportiva Levante-Gimnástico, a później Levante Unión Deportiva i ta nazwa obowiązuje do dziś. Nowa ekipa swoje barwy domowe niebiesko-bordowe wzięła od barw Gimnastic, natomiast czarno-białe stroje wyjazdowe od dawnego Levante.

### Primera División
Levante na debiut w Primera División czekało do roku 1963. Wtedy to drużyna w grupie 2 drugiej ligi zajęła drugie miejsce, a w play-offach udało jej się pokonać 4:2 w dwumeczu Deportivo La Coruña. W swoim inauguracyjnym sezonie w najwyższej klasie rozgrywkowej Levante zdołało dwukrotnie pokonać Valencię. Niestety w kolejnym sezonie zespół zdołał co prawda pokonać FC Barcelonę aż 5:1, jednak ostatecznie spadła z ligi, przegrywając play-offy z CD Málagą. Następne dwie dekady klub spędził na drugim i trzecim poziomie rozgrywkowym. W 1981 przez pół roku w klubie grał Johan Cruijff, który po opuszczeniu Levante grał jeszcze przez trzy lata.
Po zwycięstwie w 2004 roku w Segunda División Levante wróciło do La Ligi. Drużynie udało się jednak w niej przetrwać zaledwie jeden sezon, tracąc na koniec sezonu zaledwie dwa punkty do bezpiecznej Mallorki. Klub powrócił po roku gry na zapleczu ekstraklasy, zajmując na nim trzecie miejsce. W sezonie 2006/2007 Levante do końca walczyło o utrzymanie i w decydującym spotkaniu dzięki golom Rigi Mustaphy, Salvy Ballesty oraz Laurenta Courtoisa udało się pokonać 4:2 Valencię i ostatecznie zając piętnaste miejsce w lidze.

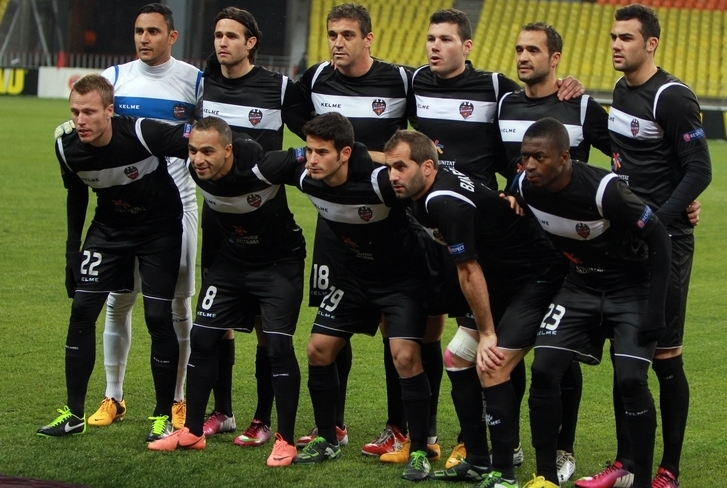
Levante przed jednym z meczów Ligi Europy w marcu 2013.

Poważne problemy finansowe skutkowały tym, że w sezonie 2007/2008 ekipa prowadzona wówczas przez trzech różnych trenerów (Abela Resino, Gianniego De Biasiego oraz José Ángela Moreno) zajęła ostatnie miejsce w lidze. Dodatkowo media ukazały, że klub ma długi wynoszące ponad €18 milionów, a wszyscy pracownicy klubu dostawali od pewnego czasu jedną piątą swoich pensji. Ostatecznie jednak na całą sytuację zareagowali działacze ligowi, którzy zorganizowali specjalny mecz, z którego wszystkie wpływy zostały przeznaczone na spłatę pewnej części pensji.
Levante do Primera División ponownie awansowało 13 lipca 2010 roku, kiedy to drużyna pokonała zdegradowane już wcześniej CD Castellón. Co prawda w ostatniej kolejce Żaby przegrały aż 0:4 z Realem Betis, ale ostatecznie gracze z Estadio Benito Villamarín zajęli czwarte miejsce w tabeli. Zawodnicy z Walencji awansowali z trzeciego miejsca.

### Sukcesy w Europie
Do największego osiągnięcia klubu w rozgrywkach ligowych należy zaliczyć sezon 2011/2012, w którym to Levante zajęło 6. miejsce, dzięki czemu zakwalifikowało się do Ligi Europy, w której to Żaby odpadły dopiero w 1/8 finału, przegrywając po dogrywce z Rubinem Kazań. Był to pierwszy udział drużyny z Walencji w europejskich pucharach.
Latem 2012 do Levante przybył polski piłkarz Dariusz Dudka. Pomocnik w drużynie z Walencji rozegrał zaledwie trzy spotkania i po sezonie rozstał się z klubem.

## Statystyki
- Sezony w Primera División - 17: 
  - 1942–43
  - 1963/1964 (10 miejsce)
  - 1964/1965 (14 miejsce)
  - 2004/2005 (18 miejsce)
  - 2006/2007 (15 miejsce)
  - 2007/2008 (20 miejsce)
  - 2010/2011 (14 miejsce)
  - 2011/2012 (6 miejsce)
  - 2012/2013 (11 miejsce)
  - 2013/2014 (10 miejsce)
  - 2014/2015 (14 miejsce)
  - 2015/2016 (13 miejsce)
  - 2017/2018 (15 miejsce)
  - 2018/2019 (15 miejsce)
  - 2019/2020 (12 miejsce)
  - 2020/2021 (14 miejsce)
  - 2021/2022 (19 miejsce)
    - Najwyższe zwycięstwo w Primera División: Levante UD - FC Barcelona 5-1 (11 października 1964)
    - Najwyższa porażka w Primera División: FC Barcelona - Levante UD 7-0 (18 sierpnia 2013)
- Sezony w Segunda División - 34
- Sezony w Segunda División B - 12
- Sezony w Tercera División - 16

## Europejskie puchary
Legenda do wszystkich tabel:
- Q – runda eliminacyjna, 1/16, 1/8, 1/4, 1/2 – odpowiednia faza rozgrywek, Grupa – runda grupowa, 1r gr – pierwsza runda grupowa, 2r gr – druga runda grupowa, F – finał, R – runda, PO – play-off
- k. – rzuty karne, los. – losowanie, Dogr. – dogrywka, w. – zasada bramek strzelonych na wyjeździe

| Sezon   | Rozgrywki   | Runda   | Przeciwnik  | Dom | Wyjazd | Ogólnie    |
| ------- | ----------- | ------- | ----------- | --- | ------ | ---------- |
| 2012/13 | Liga Europy | PO      | Motherwell  | 1–0 | 2–0    | 3–0        |
| 2012/13 | Liga Europy | Grupa L | FC Twente   | 3–0 | 0–0    | 2. miejsce |
| 2012/13 | Liga Europy | Grupa L | Hannover 96 | 2–2 | 1–2    | 2. miejsce |
| 2012/13 | Liga Europy | Grupa L | Helsingborg | 1–0 | 3–1    | 2. miejsce |
| 2012/13 | Liga Europy | 1/16    | Olympiacos  | 3–0 | 1–0    | 4–0        |
| 2012/13 | Liga Europy | 1/8     | Rubin Kazań | 0–0 | 0–2    | 0–2        |

## Sukcesy

### Krajowe
| \| \| Zdobyte trofea w rozgrywkach Hiszpanii (stan na: 18-06-2022) \| |                                                              |      |                       |
| Rozgrywki                                                             | Osiągnięcie                                                  | Razy | Sezon(y)              |
| · Mistrzostwo                                                         | I miejsce                                                    | –    | –                     |
| · Mistrzostwo                                                         | II miejsce                                                   | –    | –                     |
| · Mistrzostwo                                                         | III miejsce                                                  | –    | –                     |
| · Mistrzostwo                                                         | VI miejsce                                                   | 1    | 2011/2012             |
| · Puchar                                                              | zdobywca                                                     | –    | –                     |
| · Puchar                                                              | finalista                                                    | –    | –                     |
| · Puchar                                                              | półfinalista (1/2 finału) ćwierćfinalista (1/4 finału)       | 1 3  | 2021 1941, 2012, 2014 |
| Hiszpania                                                             | Zdobyte trofea w rozgrywkach Hiszpanii (stan na: 18-06-2022) |      |                       |

### Międzynarodowe
| \| \| Zdobyte trofea w rozgrywkach międzynarodowych (stan na: 18-06-2022) \| |                                                                     |      |           |
| Rozgrywki                                                                    | Osiągnięcie                                                         | Razy | Sezon(y)  |
| · Liga Europy · (Puchar UEFA)                                                | zdobywca                                                            | –    | –         |
| · Liga Europy · (Puchar UEFA)                                                | finalista                                                           | –    | –         |
| · Liga Europy · (Puchar UEFA)                                                | 1/8 finału                                                          | 1    | 2012/2013 |
| FIFA                                                                         | Zdobyte trofea w rozgrywkach międzynarodowych (stan na: 18-06-2022) |      |           |

## Obecny skład
Stan na dzień 8 września 2021
| Nr | Poz. | Piłkarz                     |
| -- | ---- | --------------------------- |
| 1  | BR   | Aitor Fernández             |
| 2  | PO   | Son                         |
| 3  | OB   | Enric Franquesa             |
| 4  | OB   | Roberto Suárez              |
| 5  | PO   | Nemanja Radoja              |
| 6  | OB   | Óscar Duarte                |
| 7  | PO   | Álex Blesa                  |
| 8  | PO   | Pepelu                      |
| 9  | NA   | Roger Martí                 |
| 10 | PO   | Enis Bardhi                 |
| 11 | PO   | José Luis Morales (kapitan) |
| 12 | PO   | Mickaël Malsa               |
| 13 | OB   | Shkodran Mustafi            |
| 14 | OB   | Rúben Vezo                  |

| Nr | Poz. | Piłkarz           |
| -- | ---- | ----------------- |
| 15 | OB   | Sergio Postigo    |
| 16 | NA   | Roberto Soldado   |
| 17 | PO   | Nikola Vukčević   |
| 18 | NA   | Jorge de Frutos   |
| 19 | OB   | Carlos Clerc      |
| 20 | OB   | Jorge Miramón     |
| 21 | NA   | Dani Gómez        |
| 22 | PO   | Gonzalo Melero    |
| 23 | OB   | Coke              |
| 24 | PO   | José Campaña      |
| 25 | PO   | Pablo Martínez    |
| 29 | PO   | Alejandro Cantero |
| 34 | BR   | Daniel Cárdenas   |
|    | NA   | Hernâni Fortes    |

### Piłkarze na wypożyczeniu
| Nr | Poz. | Piłkarz                                      |
| -- | ---- | -------------------------------------------- |
|    | NA   | Roger Brugué (w Mirandés do 30 czerwca 2022) |

| Nr | Poz. | Piłkarz |
| -- | ---- | ------- |

## Trenerzy
| - Antonín Fivébr - Juan Puig (1939-1942) - Redó (1942-1944) - Villanueva - Alcalá - Gaspar Rubio (1945) - Guillermo Villagrá (1945-1948) - Antonio Bonet (1948-1949) - Aparisi (1949-1950) - Ramón Balaguer (1950) - Manolo Alepuz (1950-1951) - Guillermo Villagrá (1951) - Agustín Dolz (1952) - Redó (1952) - Agustín Dolz (1952) - Arnal (1953-1954) - Picolín (1954-1955) - Josep Escolà (1955-1956) - Urquizu (1956–1957) - Álvaro (1957-1959) - Alfonso Aparicio (1959-1960) - Lelé (1960-1963) - Quique Martín (1963-1964) - Enrique Orizaola (1964–1965) - Casimiro Benavente (1965) - Farina (1966) - Vicente Morera (1966-1967) - Álvaro (1967-1968) - Juan Navarro (1968-1969) - Alfonso Guasp (1969) - Paco Roig (1970) - Ramón Balaguer (1970) - Mundo (1971) - Juan Navarro (1971) - Vicente Morera (1972) - José Juncosa (1972–1973) | - Héctor Núñez (1973–1974) - Juan Navarro (1974) - Ferdinand Daučík (1974–1975) - Dagoberto Moll (1975–1976) - Juan Navarro - Ramón Miralles (1976) - Juan Navarro (1977) - Vicente Dauder (1977) - José Antonio Naya (1978-1979) - Pachín (1979–1981) - Joaquim Rifé (1981) - Toza (1981) - Vicente Piquer (1981) - Roberto Gil (1981-1982) - Pepe Martínez (1982-1984) - Manolo Tatay (1984) - Evaristo Carrió (1984) - Pachín (1984–1985) - Juan Muñoz (1985) - Floro Garrido (1986) - Josu Ortuondo (1986-1987) - Alfonso Nebot (1987) - Quique Hernández (1987) - Pachín (1987–88) - Roberto Álvarez (1988-1990) - Antal Dunai (1 lipca 1990 – 19 listopada 1990) - José Antonio Irulegui (1 lipca 1990 – 30 czerwca 1991) - Pepe Martínez (1991) - Miguel Soriano (1991) - Toni Aparicio (1992) - Luis Costa (1992) - Juan Muñoz (1992-1993) - José Enrique Díaz (1993–1994) - Jordi Gonzalvo (1994) - Juande Ramos (1 lipca 1994 – 30 czerwca 1995) - Carlos Simón (1995-1996) | - Mané (1996-1997) - Emilio Cruz (1997) - José Enrique Díaz (1997) - Roberto Álvarez (1997) - Jesús Aranguren (1998) - Pep Balaguer (1998-2000) - José Carlos Granero (1 lipca 2000 – 22 października 2001) - Pep Balaguer (2001-2002) - Carlos García Cantarero (2002–03) - Manuel Preciado (1 lipca 2003 - 30 czerwca 2004) - Bernd Schuster (1 lipca 2004 – 1 maja 2005) - José Luis Oltra (2 maja 2005 – 31 października 2005) - Mané (2005-2006) - Juan Ramón López Caro (1 lipca 2006 – 20 stycznia 2007) - Abel Resino (22 stycznia 2007 – 8 października 2007) - Gianni De Biasi (27 października 2007 – 16 kwietnia 2008) - José Ángel Moreno (17 kwietnia 2008 – 30 czerwca 2008) - Luis García (1 lipca 2008 – 7 czerwca 2011) - Juan Ignacio Martínez (1 lipca 2011 – 30 czerwca 2013) - Joaquín Caparrós (1 lipca 2013 – 27 maja 2014) - José Luis Mendilibar (1 lipca 2014 – 20 października 2014) - Lucas Alcaraz (22 października 2014 – 25 października 2015) - Rubi (piłkarz) (2015–2016) - Juan Muñiz (2016–2018) - Paco López (2018–2021) |

### Znani trenerzy
| - Gianni De Biasi - José Manuel Esnal - Antonín Fivébr - Manuel Preciado | - Juan Ramón López Caro - Juande Ramos - Abel Resino - Bernd Schuster |

## Stadion

### Estadio Ciudad de Valencia

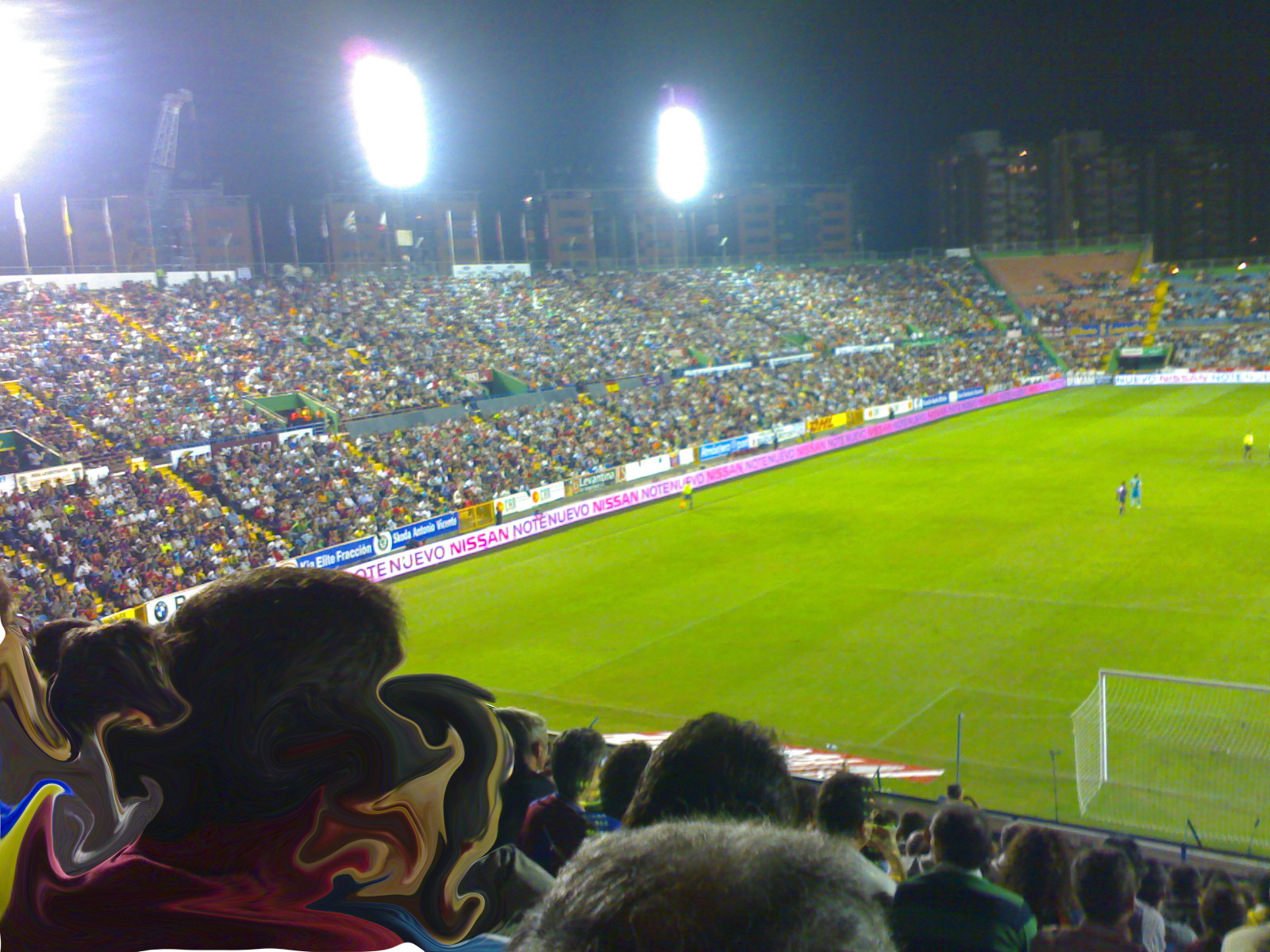
Estadio Ciudad de Valencia

Mecze domowe Levante UD rozgrywa na Estadio Ciudad de Valencia (Estadi Ciutat de València w języku walenckim), położonym w północnej części miasta, w dzielnicy Orriols. Został on wybudowany w 1969 roku. W inauguracyjnym meczu, 9 września 1969 roku Levante przegrało 0-3 z Valencią CF.
3 września 2004 na tym stadionie odbył się towarzyski mecz Hiszpania - Szkocja, zakończony remisem 1-1.
Pojemność stadionu wynosi 25.354 miejsc. Płyta boiska ma wymiary 107x70 metrów, posiada nawierzchnię trawiastą. W bezpośrednim sąsiedztwie znajduje się stacja linii nr 6 metra w Walencji - Estadi del Llevant.
Przed przeprowadzką na Estadio Ciudad de Valencia, w latach 1925–1968 Levante UD rozgrywało swoje mecze na Estadi de Vallejo.

### Ciudad Deportiva de Buñol
Ciudad Deportiva de Buñol jest kompleksem sportowym należącym do Levante UD, znajdującym się w miejscowości Buñol, 40 km na wschód od Walencji. Budowa rozpoczęła się 27 września 2002 roku, a inauguracja obiektu odbyła się 26 czerwca 2003 roku. W jego skład wchodzą m.in. boiska (zarówno z nawierzchnią trawiastą jak i sztuczną), hala sportowa, szatnie, siłownie, basen, pomieszczenia medyczne, pomieszczenia socjalne oraz pokoje dla zawodników pierwszej drużyny i szkółki piłkarskiej Levante UD.
Głównym obiektem kompleksu jest Campo de Fútbol de Competición, boisko trawiaste o wymiarach 107x70 m, z trybunami o pojemności 3000 miejsc. Domowe mecze rozgrywa tu drużyna rezerw Levante.

## Levante UD B
Levante Unión Deportiva B jest filialną drużyną Levante UD. Został on założony w 1961 roku, obecnie występuje w grupie VI Tercera División. Swoje mecze rozgrywa na obiektach Ciudad Deportiva de Buñol. Trenerem jest José Antonio Gómez.

## Levante UD Fútbol Femenino

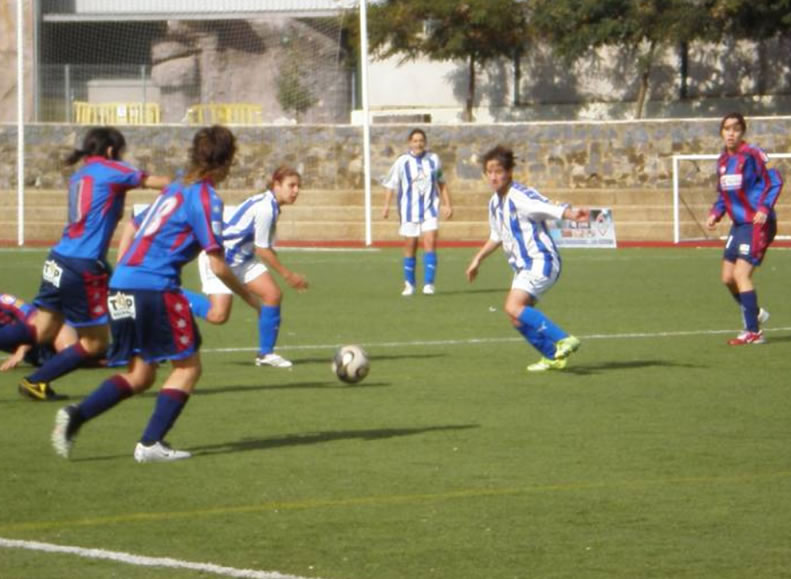
Levante UD Fútbol Femenino w meczu Superligi z zespołem Sporting de Huelva w sezonie 2006/2007

Levante UD Femenino (Llevant Unió Esportiva Femení w języku walenckim) jest żeńską sekcją piłkarską Levante UD. Powstał w 1998 roku jako sukcesor San Vicente Valencia, założonego w 1993 roku. Swoje mecze rozgrywa na obiektach kompleksu sportowego Parc Esportiu de Natzaret w Walencji.
W sezonie 2008/2009 występuje w rozgrywkach hiszpańskiej Superligi, broniąc tytułu mistrzowskiego zdobytego przed rokiem, oraz w rozgrywkach Ligi Mistrzów Kobiet. Trenerem jest Argentyńczyk Gustavo Alberto Duco.